# Journal of Global Slavery
Das Journal of Global Slavery ist eine überwiegend historische Fachzeitschrift, die sich mit der Sklaverei weltweit befasst. Sie wird seit 2016 vom Verlag Brill herausgegeben bzw. von der Leiden Slavery Studies Association. Es ist die einzige Fachzeitschrift, die sich komparatistisch mit der Sklaverei in allen Erscheinungsformen, allen Epochen und bis in die Gegenwart auseinandersetzt. Dabei wird auch die Globalisierungsmacht der Einrichtung in den Blick genommen, ebenso wie die bis in die Gegenwart bestehenden Formen der Sklaverei. Veröffentlicht werden Forschungsbeiträge und Miszellen, Mitteilungen und Rezensionen sowie Sonderbeiträge. Die Zeitschrift vergibt jährlich den Paul-E.-Lovejoy-Preis für herausragende Arbeiten.
Herausgeber ist Ismael M. Montana von der Northern Illinois University. Band 9 erschien im Jahr 2024.